# Nycticebus
Los loris perezosos (Nycticebus) son un género de primates perteneciente al suborden Strepsirrhini. Habitan en el sur y el sudeste de Asia, desde Bangladés y el noreste de India en el oeste hasta Filipinas en el este, y desde la provincia china de Yunnan en el norte hasta la isla de Java en el sur. Si bien varias clasificaciones anteriores reconocían menos especies, en 2013 se consideraban válidas ocho: N. coucang, N. bengalensis, N. pygmaeus, N. javanicus, N. menagensis, N. bancanus, N. borneanus y N. kayan. Sus parientes más cercanos son los demás lorisiformes, es decir, loris esbeltos, potos, falsos potos, anguantibos y gálagos. Más lejanamente, se relacionan con los lémures. Su historia evolutiva es incierta debido a que el registro fósil es escaso y los estudios mediante reloj molecular han dado resultados inconsistentes.
Los loris perezosos poseen una cabeza redondeada, un hocico pequeño, ojos grandes y diferente coloración en el pelaje en cada especie. Su tronco es largo, y las extremidades anteriores y posteriores tienen casi la misma longitud, lo que les permite girar y alcanzar ramas cercanas. Las manos y pies poseen adaptaciones para asir objetos con prensión de pinza y mantenerse agarrados a las ramas por largos periodos de tiempo. Su mordisco es venenoso, una característica muy inusual en los mamíferos y que comparten con otros lorísidos. El origen del veneno es una toxina producida por una glándula en el brazo. Cuando el primate lame la glándula, la secreción se mezcla con la saliva y se activa. Muerden para disuadir a posibles depredadores, e incluso aplican veneno en el pelaje de las crías con el fin de protegerlas. Se desplazan despacio y silenciosamente, parándose y permaneciendo inmóviles cuando se sienten amenazados. Son animales nocturnos.
Sus únicos depredadores documentados —aparte de los humanos— son las serpientes, las águilas azor variable (Nisaetus cirrhatus) y los orangutanes de Sumatra (Pongo abelii), aunque se sospecha que también pueden ser presa de los gatos, civetas y osos malayos. Su estructura social es aún desconocida, pero se sabe que se comunican mediante marcas olfativas. Los machos son muy territoriales. La gestación de los loris perezosos es prolongada y su desarrollo lento, por lo cual las crías dependen del cuidado de sus padres. Son omnívoros y comen animales pequeños, fruta y goma, entre otros alimentos.
Cinco de las especies del género están clasificadas como vulnerables o en peligro de extinción en la Lista Roja de la UICN. La caza para su utilización en medicina tradicional y para la venta como mascotas exóticas representa la principal amenaza a su supervivencia, aunque también les afecta la destrucción y la fragmentación de su hábitat. Se han tomado varias medidas para preservarlos, como prohibir su venta y protegerlos del comercio internacional incluyéndolos en el Apéndice I de la CITES. Sin embargo, aún se encuentran a la venta abiertamente en mercados en el sur de Asia y otros países los importan de contrabando.

## Historia evolutiva
|  | Arctocebus   |
|  |              |
|  | Perodicticus |
|  |              |

|  | Nycticebus |
|  |            |
|  | Loris      |
|  |            |

|  | Arctocebus   |
|  |              |
|  | Perodicticus |
|  |              |

|  | Nycticebus |
|  |            |
|  | Loris      |
|  |            |

|  | Arctocebus   |
|  |              |
|  | Perodicticus |
|  |              |

|  | Nycticebus |
|  |            |
|  | Loris      |
|  |            |

|  | Arctocebus   |
|  |              |
|  | Perodicticus |
|  |              |

|  | Nycticebus |
|  |            |
|  | Loris      |
|  |            |

|  | Arctocebus   |
|  |              |
|  | Perodicticus |
|  |              |

|  | Nycticebus |
|  |            |
|  | Loris      |
|  |            |

|  | Arctocebus   |
|  |              |
|  | Perodicticus |
|  |              |

|  | Nycticebus |
|  |            |
|  | Loris      |
|  |            |

|  | Arctocebus   |
|  |              |
|  | Perodicticus |
|  |              |

|  | Nycticebus |
|  |            |
|  | Loris      |
|  |            |

|  | Arctocebus   |
|  |              |
|  | Perodicticus |
|  |              |

|  | Nycticebus |
|  |            |
|  | Loris      |
|  |            |

|  | Arctocebus   |
|  |              |
|  | Perodicticus |
|  |              |

|  | Nycticebus |
|  |            |
|  | Loris      |
|  |            |

|  | Arctocebus   |
|  |              |
|  | Perodicticus |
|  |              |

|  | Nycticebus |
|  |            |
|  | Loris      |
|  |            |

|  | Arctocebus   |
|  |              |
|  | Perodicticus |
|  |              |

|  | Nycticebus |
|  |            |
|  | Loris      |
|  |            |

|  | Arctocebus   |
|  |              |
|  | Perodicticus |
|  |              |

|  | Nycticebus |
|  |            |
|  | Loris      |
|  |            |

|  | Arctocebus   |
|  |              |
|  | Perodicticus |
|  |              |

|  | Nycticebus |
|  |            |
|  | Loris      |
|  |            |

|  | Arctocebus   |
|  |              |
|  | Perodicticus |
|  |              |

|  | Nycticebus |
|  |            |
|  | Loris      |
|  |            |

|  | Arctocebus   |
|  |              |
|  | Perodicticus |
|  |              |

|  | Nycticebus |
|  |            |
|  | Loris      |
|  |            |

|  | Arctocebus   |
|  |              |
|  | Perodicticus |
|  |              |

|  | Nycticebus |
|  |            |
|  | Loris      |
|  |            |

Los loris perezosos son primates estrepsirrinos, parientes próximos del resto de lorisiformes, que incluyen a los otros géneros de su familia —loris esbeltos (Loris), potos (Perodicticus potto), falsos potos (Pseudopotto) y anguantibos (Arctocebus)—, y a los gálagos (familia Galagidae). Generalmente, se considera que poseen una relación más cercana con los loris esbeltos de Asia del Sur, seguida por los anguantibos, potos y falsos potos de África Occidental y Central. Sin embargo, otros autores postulan un parentesco más cercano entre los más robustos loris perezosos y los potos —Perodicticus y Pseudopotto— por un lado, y los más esbeltos Arctocebus y Loris, por el otro. Se piensa que sus antepasados evolucionaron en África, de donde provienen la mayoría de las especies existentes del suborden, y después migraron a Asia, donde evolucionaron hasta transformarse en los loris modernos.
Los primeros registros fósiles datan del Mioceno. En Tailandia se encontró un diente de unos dieciocho millones de años (Ma) de edad, similar al de los loris perezosos actuales, por lo que se clasificó a la nueva especie dentro del género Nycticebus con el nombre ? Nycticebus linglom, mediante nomenclatura abierta —el signo «?», para indicar que se trata de una asignación preliminar—. Los loris hallados en los depósitos paleontológicos de Siwalik en Pakistán tienen un edad de 16 a 8 Ma e incluyen los géneros extintos Nycticeboides y Microloris. Muchos de estos loris eran más pequeños que los actuales, si bien se desenterró un espécimen —aún sin nombre— de 15 a 16 Ma de antigüedad y de un tamaño comparable al de los loris perezosos modernos. Los estudios por reloj molecular sugieren que los loris perezosos evolucionaron en especies independientes hace aproximadamente 10 Ma. Se cree que llegaron a las islas de Sondalandia durante un periodo en que la bajada en el nivel del mar dejó expuesta la plataforma de la Sonda, que formó un puente natural entre el continente y las islas en las costas del sudeste asiático.

### Descubrimiento y taxonomía
La primera mención de los loris perezosos en la literatura científica se remonta a 1770, cuando el coleccionista neerlandés Arnout Vosmaer (1720-1799) describió un espécimen que había obtenido dos años antes, conocido a la fecha (2013) como N. bengalensis. Más tarde, el naturalista Georges-Louis Leclerc de Buffon cuestionó la decisión de Vosmaer de relacionar este animal con los perezosos (Folivora), argumentando que estaba más relacionado con los loris de Sri Lanka —entonces Ceilán— y Bengala. Leclerc fue el primero en usar la palabra «loris» en 1778, como un equivalente para la palabra holandesa loeris. El físico escocés William Baird secundó esta nomenclatura en la década de 1820, apuntando que loeris significa «payaso» en aquel idioma.
En 1785, el físico y naturalista holandés Pieter Boddaert realizó la primera descripción oficial de una especie de lori perezoso, denominada Tardigradus coucang y correspondiente al «simio sin cola» descrito por Thomas Pennant en 1781, que se cree podría basarse a su vez en un N. coucang y en la descripción de Vosmaer de un N. bengalensis. En consecuencia, se ha debatido la identidad de Tardigradus coucang, aunque a la fecha (2013) se considera un sinónimo de N. coucang. La especie Lori bengalensis —a la fecha (2013) N. bengalensis— fue descrita en 1800 por Bernard de Lacépède. En 1812, Étienne Geoffroy Saint-Hilaire nombró al género Nycticebus, debido a su naturaleza nocturna. El nombre deriva del griego antiguo νυκτός (nuktos) —forma genitiva de νύξ (nyx), que significa «noche»—, y de κῆβος (kêbos) que significa «mono». Geoffroy también denominó a la especie N. javanicus en su obra. A fines del siglo XIX, otros autores se refirieron al género como Nycticebus, pero los loris perezosos se conocían mayoritariamente por el nombre tardigradus —empleado por Linneo en 1785 en la décima edición de su Systema naturae—, hasta que los teriólogos Witmer Stone y James A. G. Rehn aclararon que Linneo había usado ese nombre para referirse a los loris esbeltos.
A principios del siglo XX se describieron otras especies, entre ellas Nycticebus menegensis —originalmente Lemur menagensis— caracterizada por Richard Lydekker en 1893 y Nycticebus pygmaeus, descrita por J. Lewis Bonhote en 1907. Sin embargo, en 1939 Reginald Innes Pocock unificó todas las especies en una sola, N. coucang. El primatólogo William Charles Osman Hill corroboró esta decisión en su libro Primates: Comparative Anatomy and Taxonomy, publicado en 1952. En 1971, Colin Groves designó a N. pygmaeus como una especie independiente y dividió a N. coucang en cuatro subespecies, aunque en 2001 reconoció tres especies en el género Nycticebus —N. coucang, N. pygmaeus, y N. bengalensis— y solo tres subespecies de N. coucang —N. c. coucang, N. c. menagensis, y N. c. javanicus—. En 2006, Jing-Hua Chen y colaboradores realizaron análisis moleculares de secuencias de ADN del D-loop y el gen del citocromo b para esclarecer los límites entre especies y subespecies y establecer en qué medida las características morfológicas son consistentes con las relaciones evolutivas; a consecuencia de este estudio N. menagensis recibió reconocimiento como especie. En 2008 Groves e Ibnu Maryanto promovieron a N. javanicus al rango de especie, una resolución sugerida en varios estudios desde 2000. Basaron su decisión principalmente en diferencias morfológicas, como el análisis de la morfología craneal, el tamaño y los patrones de coloración en el pelaje.

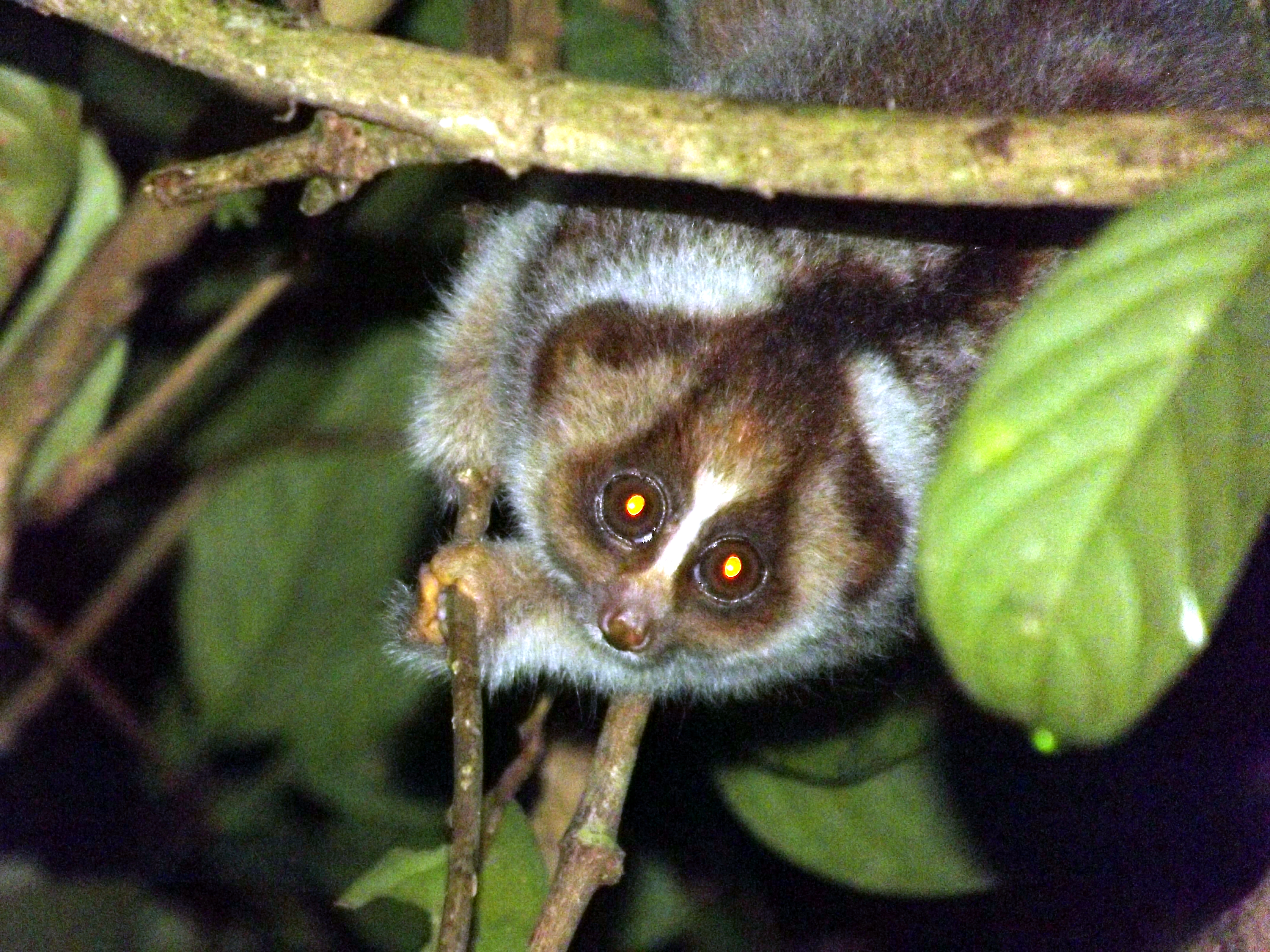
Nycticebus kayan, especie descubierta en 2012.

Los análisis de cariotipos, enzimas de restricción y secuencias de ADN anteriores a 2006 se habían enfocado en la relación entre unas pocas especies de Nycticebus, mientras que Chen et. al estudiaron las relaciones filogenénicas dentro del género completo. El estudio dio resultados inconclusos, aunque uno de los exámenes apuntó a un parentesco más cercano entre algunos especímenes de N. bengalensis y N. coucang que con miembros de su misma especie, posiblemente por introgresión, ya que los individuos analizados provenían de una área en el sur de Tailandia en que ambas especies eran simpátricas; la comparación de la variaciones en las secuencias de ADN mitocondrial de las dos especies llevada a cabo en 2007 corroboró esta teoría e indicó que ha habido un flujo genético entre ambas.
En 2012, Anna Nekaris, Susan Ford y Rachel Munds elevaron al rango de especie a los dos sinónimos taxonómicos de N. menagensis, N. bancanus y N. borneaus, antes considerados subespecies. También identificaron como especie independiente a N. kayan, descubierta ese año. Esta revisión taxonómica se basó en las marcas del pelaje facial de los primates.

## Anatomía y fisiología

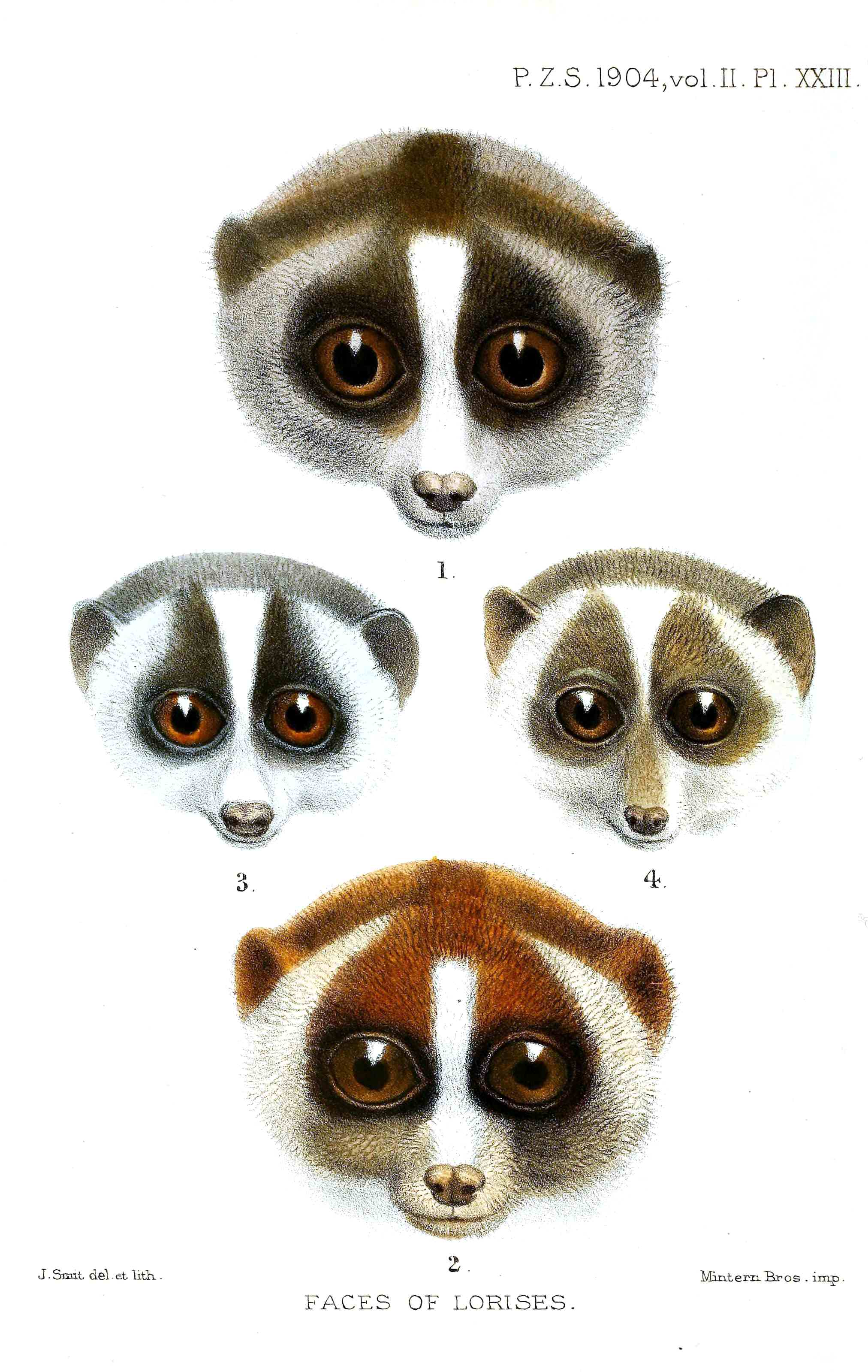
Patrones de coloración de dos loris perezosos (arriba y abajo) y dos loris esbeltos (en la mitad).

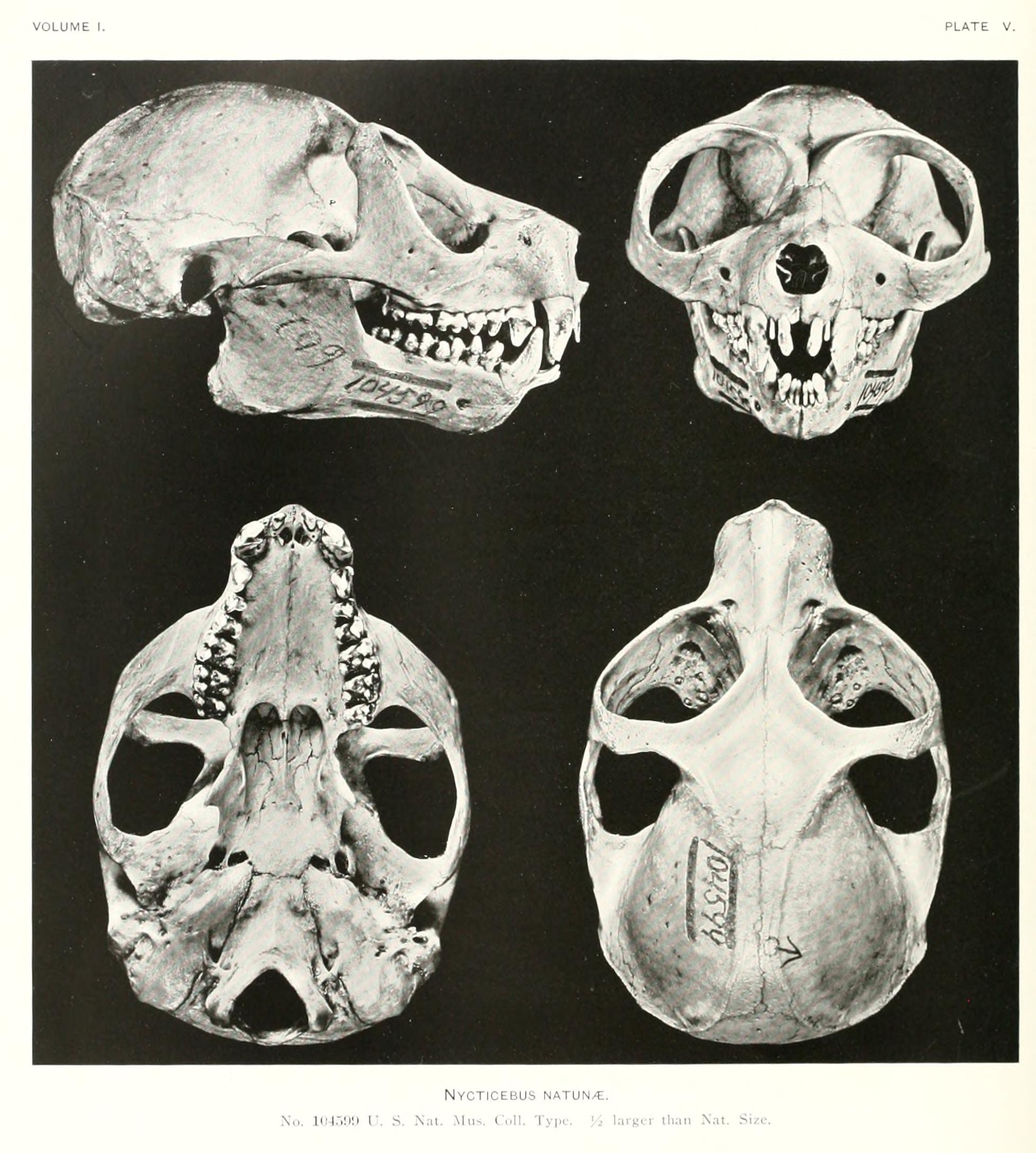
Cráneo de N. coucang.

Los loris perezosos poseen una cabeza redonda, ya que su cráneo es más corto que el de otros prosimios. Su hocico no sobresale de la cara, al igual que todos los lorísidos, lo que hace parecer a su cabeza menos larga y puntiaguda, incluso menos que la de los loris esbeltos, sus parientes más cercanos. Al igual que otros lorísidos, la distancia entre sus ojos es más grande que en la de los lémures. Poseen, además, una cresta sagital pronunciada. Una característica distintiva de su cráneo es que el hueso occipital es plano y está orientado hacia atrás. El foramen magno, el orificio por donde la espina dorsal ingresa al cráneo, también apunta hacia atrás. El cerebro de los loris perezosos tiene más pliegues que el de los gálagos.
Sus orejas son pequeñas, poseen poco pelo y están ocultas bajo el pelaje. Los patrones de coloración varían significativamente en cada especie. Existen incluso distinciones dentro de una misma especie, ya sea por simple diversidad anatómica o como indicio de especies aún no descritas. Al igual que en los loris esbeltos, el pelo sobre y alrededor de los ojos es más oscuro, pero en los loris perezosos la franja blanca que separa los ojos se ensancha tanto hacia el hocico como la frente. La nariz y el labio, como los de todos los estrepsirrinos, están cubiertos por una piel húmeda llamada rinario, que usan como órgano sensorial.
Sus ojos son grandes y apuntan hacia adelante, lo que le da una visión esteroscópica, o sea, tridimensional. Además, poseen una capa de tejido llamada tapetum lucidum, que mejora su visión cuando hay poca iluminación. Es posible que esta capa distorsione su visión, ya que la luz reflejada podría interferir con la luz entrante. Poseen una visión monocromática, es decir, solo pueden ver en tonos de un color. Carecen del gen de la opsina, lo que les impide detectar luz de onda corta como los colores verde y azul.
Su fórmula dental es {\displaystyle {\tfrac {2.1.3.3}{2.1.3.3}}\times 2=36}, lo que significa que en cada lado de su boca tienen cuatro incisivos, dos superiores (maxilares) y dos inferiores (mandibulares); un canino superior e inferior; tres premolares superiores e inferiores, y tres molares superiores e inferiores, dando un total de 36 dientes permanentes. Al igual que el resto de los estrepsirrinos corona, sus caninos e incisivos inferiores son procumbentes —están inclinados hacia afuera—, formando un peine dental, que usan para alimentarse y acicalarse, tanto social como individualmente. Mantienen limpio su peine dental mediante una estructura especializada llamada sublingua, similar a un cepillo de dientes. La sublingua se extiende bajo la lengua, y posee puntas dentadas y queratinizadas para limpiar el espacio entre los incisivos.
Los loris perezosos poseen caninos maxilares relativamente grandes. Además sus incisivos maxilares internos (mesiales) son más grandes que los externos (distales). Poseen un diastema entre el canino y el primer premolar. El primer premolar mandibular es alargado y el último molar posee tres cúspides en su corona, de las cuales la más corta se ubica cerca de la parte posterior del diente. Su paladar solo llega hasta el segundo molar.
El peso de los loris perezosos varía desde los 265 gramos de Nycticebus menagensis, hasta los 2100 de Nycticebus bengalensis, de mayor tamaño. Poseen un cuerpo robusto y una cola oculta bajo su denso pelaje. La longitud total de la cabeza y cuerpo es diferente en cada especie, pero oscila entre los 18 y 39 cm. Su tronco es más largo que el de otros prosimios por contar con quince o dieciséis vértebras torácicas, mientras que el resto de los prosimios solo tienen de doce a catorce. Esto les proporciona gran flexibilidad y movilidad, permitiéndoles girar para alcanzar ramas cercanas. Poseen también siete vértebras cervicales, seis o siete vértebras lumbares, seis o siete vértebras sacras y de siete a once vértebras caudales.

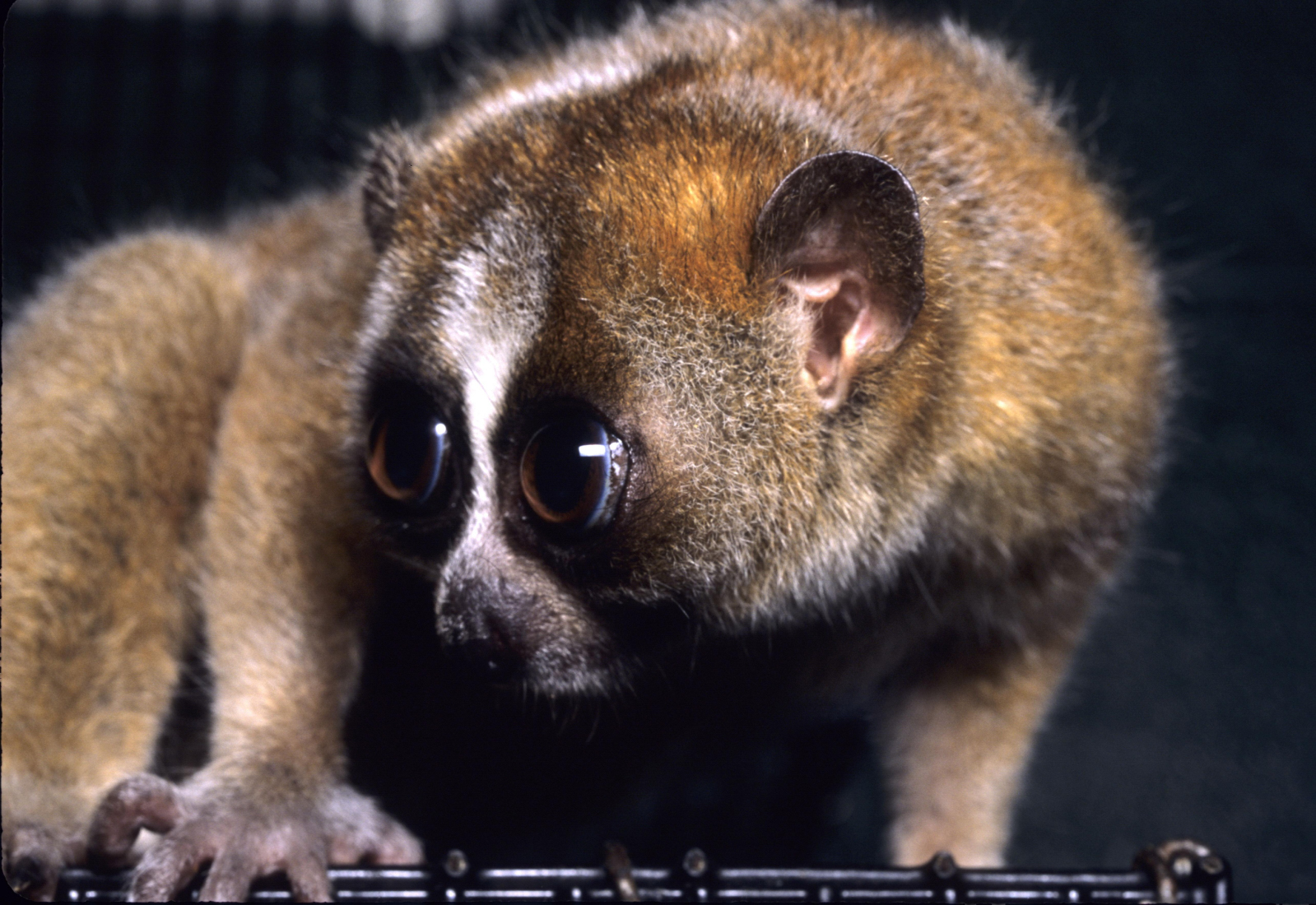
Tapetum lucidum de un N. pygmaeus.

Las extremidades anteriores y posteriores son casi de la misma longitud, a diferencia de los gálagos, cuyos miembros traseros son más largos que los delanteros. Su índice intermembral promedio es 89, es decir, las extremidades traseras son algo más cortas que las delanteras. Sus brazos son de longitud ligeramente mayor que su cuerpo, característica que comparten con los loris esbeltos, pero difieren de estos en que sus extremidades son más robustas.
Los loris perezosos pueden aferrar ramas fuertemente y casi sin esfuerzo tanto con las manos como con los pies, gracias a varias especializaciones evolutivas. Los pulgares divergen del resto de los dedos formando un ángulo de casi 180 grados con ellos, mientras que el hallux está dispuesto perpendicularmente a los otros dedos o inclinado un poco hacia atrás. Los músculos flexores largos de los dedos del pie son grandes y parten del final del fémur, lo que mejoran la capacidad del primate para sujetarse a ramas con sus extremidades posteriores. El segundo dedo de la mano es más corto que el resto y en los dedos del pie el cuarto es el más largo. Las manos de los loris perezosos actúan como una pinza al asir las ramas de un árbol: mientras el pulgar abraza un lado de la rama, los dedos tres, cuatro y cinco se aferran al lado opuesto. Pueden mantenerse agarrados durante horas sin perder la sensibilidad debido una rete mirabile —red de capilares—, presente en todos los lorísidos. Tanto los loris perezosos como los loris esbeltos poseen pies relativamente pequeños. Al igual que casi todos los prosimios, presentan una garra de aseo en el segundo dedo de cada pie.
Los loris perezosos poseen un metabolismo basal inusualmente bajo, similar al de los perezosos, y 40 % más bajo que lo típico en mamíferos del mismo tamaño, poco habitual en animales con una dieta alta en calorías y disponible durante todo el año; se ha propuesto que su bajo metabolismo se debe a la necesidad de eliminar compuestos tóxicos de su alimento. Por ejemplo, pueden alimentarse de la corteza de Gluta, mortal para los humanos.

## Distribución y diversidad
Los loris perezosos se encuentran en el sur y sudeste asiático. Su distribución general se extiende desde el noreste de la península indostánica a través de Indochina hasta el archipiélago de Joló en el este, y hasta la isla de Java en el sur —incluyendo Borneo, Sumatra y algunas pequeñas islas cercanas—. Habitan en India —en Assam y los estados del noreste del país—, China —en la provincia de Yunnan—, Laos, Vietnam, Camboya, Bangladés, Birmania, Tailandia, Malasia, Filipinas, Indonesia, Brunéi y Singapur.
A la fecha (2013) hay ocho especies reconocidas: N. pygmaeus se encuentra al este del río Mekong, en Yunnan, Laos, Vietnam y Camboya; N. menagensis habita en el norte y este de Borneo e islas cercanas, incluyendo el archipiélago de Joló; N. kayan se encuentra en el centro de Borneo, generalmente en cotas elevadas; N. bancanus habita Bangka y el sudoeste de Borneo y comparte la parte más oriental de su territorio con N. borneanus; N. javanicus solo se encuentra en la isla de Java en Indonesia; N. coucang habita en Sumatra y en la península Malaya, incluyendo Singapur y el istmo de Kra; N. bengalensis posee la distribución más amplia de todos los loris perezosos, encontrándose en Bangladés, Camboya, el sur de China, el noreste de India, Laos, Birmania, Tailandia y Vietnam.
Los loris perezosos habitan en climas tropicales y subtropicales, y se encuentran en selvas primarias y secundarias, al igual que en bambusales y manglares. Aunque se han encontrados especies en áreas intervenidas, como plantaciones de cacao y huertos caseros, prefieren bosques con altos y densos doseles. Debido a su comportamiento nocturno y a las consiguientes dificultades para cuantificar su número, hay escasa información sobre el tamaño de la población y su distribución. En general, la densidad de población es baja; un análisis de varios estudios de transecto realizados en el sur y el sudeste de Asia determinó que los índices de encuentro van desde 0,74 loris por kilómetro para N. coucang hasta 0,05 loris por kilómetro para N. pygmaeus.

## Comportamiento y ecología

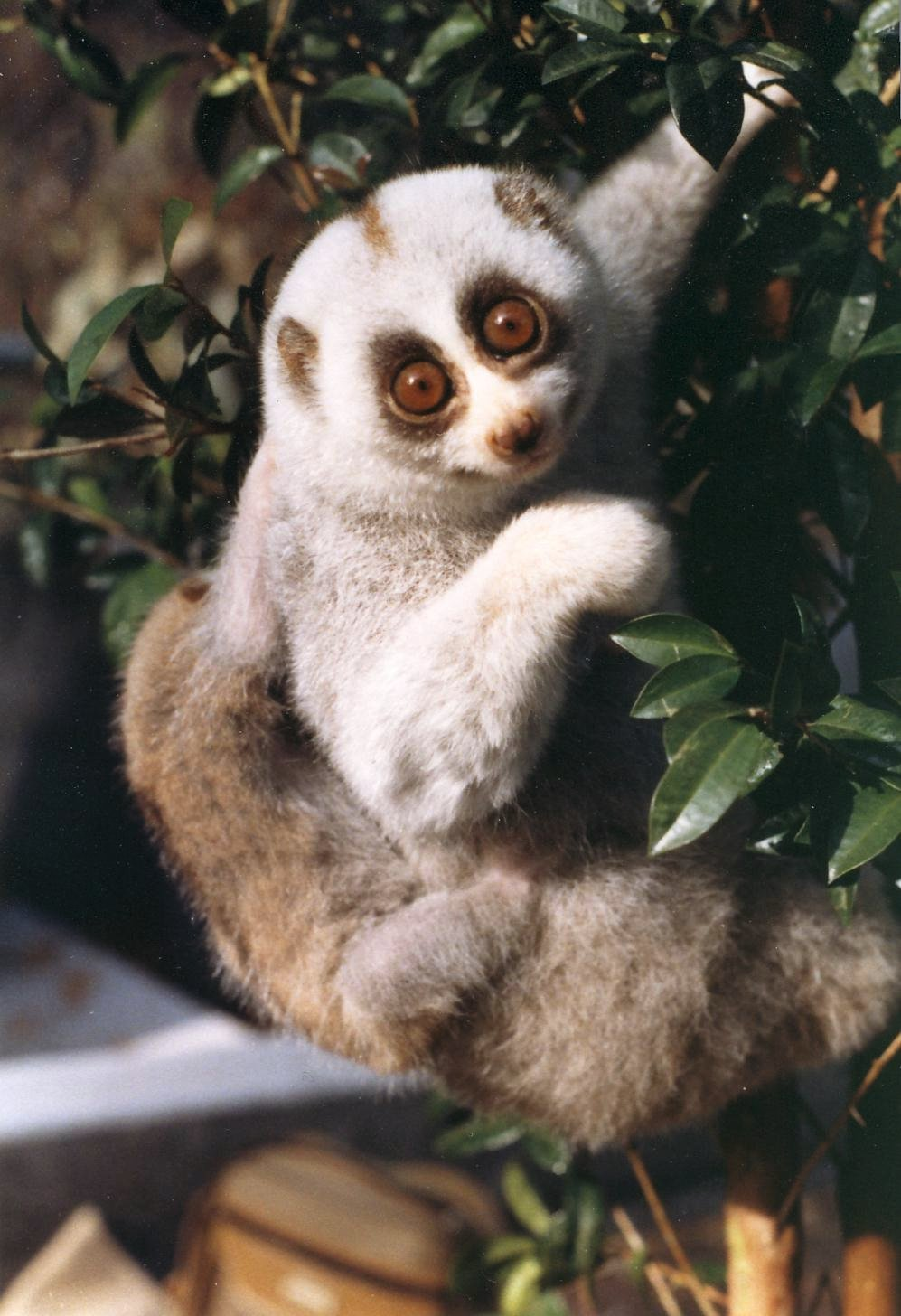
Nycticebus bengalensis con una cría de seis semanas de edad en sus brazos.

Existe poca información sobre la estructura social de los loris perezosos, pero se sabe que pasan la mayor parte de la noche solos, buscando alimento. Duermen durante el día, generalmente sin compañía, aunque a veces con otros individuos. Los territorios de los adultos pueden llegar a solaparse bastante, y los de los machos suelen ser más amplios que los de las hembras. A falta de un estudio directo del género, el primatólogo Simon Bearder especuló que la estructura social de los loris perezosos es similar a la de los potos, otro género de primates lorísidos nocturnos. Dicha estructura se caracteriza por la ausencia de un matriarcado y por factores que permiten a los individuos reducir el gasto de energía al mínimo. Se comunican principalmente con marcas olfativas de orina, siendo el intercambio vocálico limitado. Los machos adultos son muy territoriales y agresivos contra otros machos. La vocalización incluye la voz amistosa —'cric'— y otro sonido más fuerte parecido al graznido de un cuervo. Cuando se les molesta, también pueden emitir un leve zumbido agudo o un gruñido. Para contactar con otros individuos, emiten un único tono agudo ascendente, y las hembras usan un silbido agudo cuando están en celo.
Los loris perezosos son trepadores lentos y cautos. Usualmente se sujetan a las ramas con tres de sus cuatro extremidades. Al desplazarse de un árbol a otro agarran cuidadosamente las ramas finales del árbol aledaño y toman impulso para cruzar la brecha entre las dos ramas. Para cazar, se cuelgan por sus patas traseras y se mantienen en posición vertical, para después lanzarse hacia adelante y atrapar a su presa con las manos. Debido a su lentitud, todos los loris, incluidos los loris perezosos, poseen un mecanismo de defensa especial contra depredadores: se mueven muy despacio sin producir ningún ruido y sin alterar la vegetación cercana. Cuando son molestados, se detienen completamente y permanecen inmóviles. En Indonesia se los conoce como malu malu o «tímidos», ya que cuando son descubiertos permanecen quietos y se cubren la cara con las manos. Si se encuentran acorralados, adoptan una postura defensiva encogiéndose y lanzándose contra el depredador. Su nombre en achenés, buah angin —«mono de viento»—, se debe a su capacidad para escapar raudamente con sigilo. Se conoce poco sobre los depredadores de los loris perezosos; entre ellos se cuentan las águilas-azor variable (Nisaetus cirrhatus) y los orangutanes de Sumatra (Pongo abelii). Los gatos (Felis catus), las civetas (Viverridae), los manturones (Arctictis binturong) y los osos malayos (Ursus malayanus) son depredadores potenciales.
Los loris perezosos producen una secreción en sus glándulas braquiales, ubicadas en la parte interna de ambos antebrazos, que mezclan con su saliva al lamerse. En varios experimentos, tres depredadores distintos —manturones, panteras nebulosas (Neofelis nebulosa) y osos malayos— retrocedieron o mostraron signos de desagrado al confrontarlos a hisopos de algodón untados con una mezcla de la secreción tóxica y saliva, mientras que la secreción por separado generó solamente un leve interés. Antes de esconder a sus crías en un lugar seguro, las hembras se lamen las glándulas braquiales y acicalan a los pequeños con su peine dental, depositando la toxina en su piel. Al sentirse amenazados, los loris perezosos a veces se lamen las glándulas y muerden a los agresores, inoculando así la toxina en las heridas resultantes; además son reacios a soltar a la víctima, lo que aumenta el traspaso de la toxina.

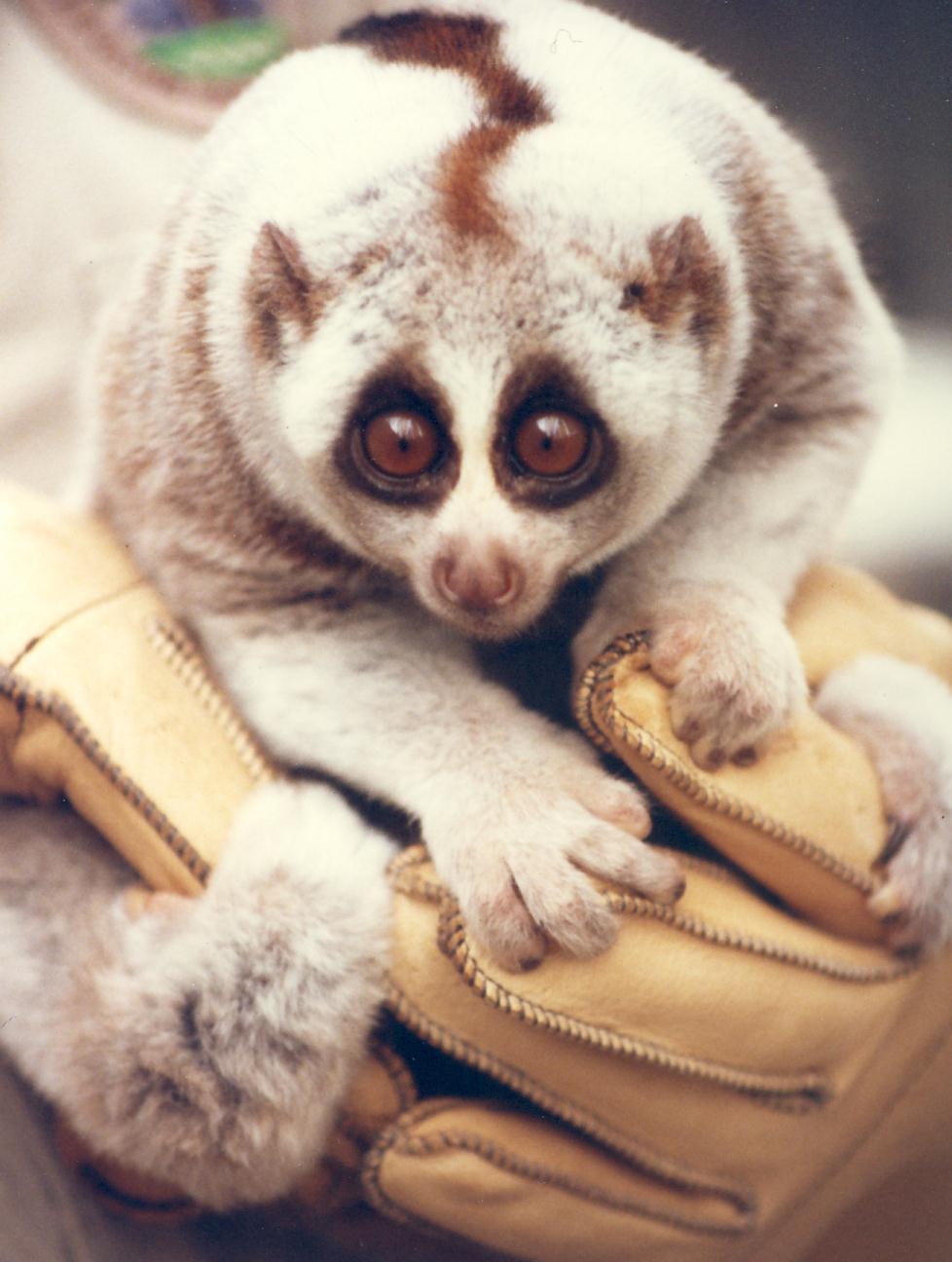
N. bengalensis en cautiverio.

La secuencia proteica de la toxina es muy similar a la del alérgeno del gato, por lo que es posible que sus efectos nocivos sean enteramente causados por una reacción anafiláctica y no intoxicación. De hecho, el único caso registrado en la literatura científica sobre una muerte producida tras la mordedura de un loris se debió a un choque anafiláctico severo. Los géneros Perodicticus y Loris, emparentados con Nycticebus, también poseen una mordida nociva.
Algunos estudios sugieren que los loris perezosos son poliginandros. Los padres depositan a las crías sobre ramas mientras buscan comida, o los transportan con ellos. Debido al largo periodo gestacional —cerca de seis meses— junto al tamaño pequeño de las camadas, el bajo peso de las crías al nacer, el prolongado periodo de lactancia —de tres a cinco meses— y los embarazos distantes, la población de loris perezosos posee una de las tasas de crecimiento demográfico más bajas de entre los mamíferos de similar tamaño. Existe una alta probabilidad de que N. pygmaeus engendre gemelos —de 50 % a 100 %, dependiendo del estudio—, a diferencia de N. bengalensis, para el que esto solo ocurre en un 3 % de los casos. Un estudio de siete años de N. pygmaeus en cautiverio mostró una distribución sexual sesgada: nacen 1,68 machos por cada hembra.
Los loris perezosos pueden reproducirse durante todo el año. Generalmente copulan suspendidos, mientras se aferran por las manos y pies a ramas horizontales. En cautiverio, N. coucang se aparea principalmente entre julio y mediados de septiembre. Su ciclo estral dura de 25 a 45 días y su estro, de uno a cinco días. La duración de la gestación es de unos 185 a 197 días y las crías pesan entre 30 y 60 gramos al momento de nacer. Las hembras alcanzan la madurez sexual entre los meses 18 y 24, mientras que los machos son capaces de reproducirse a los 17 meses de vida. Sin embargo, el padre se vuelve hostil hacia sus crías machos desde los meses 12 a 14 y los hostiga hasta que abandonan la familia. En cautiverio los loris perezosos pueden vivir más de veinte años.

### Dieta

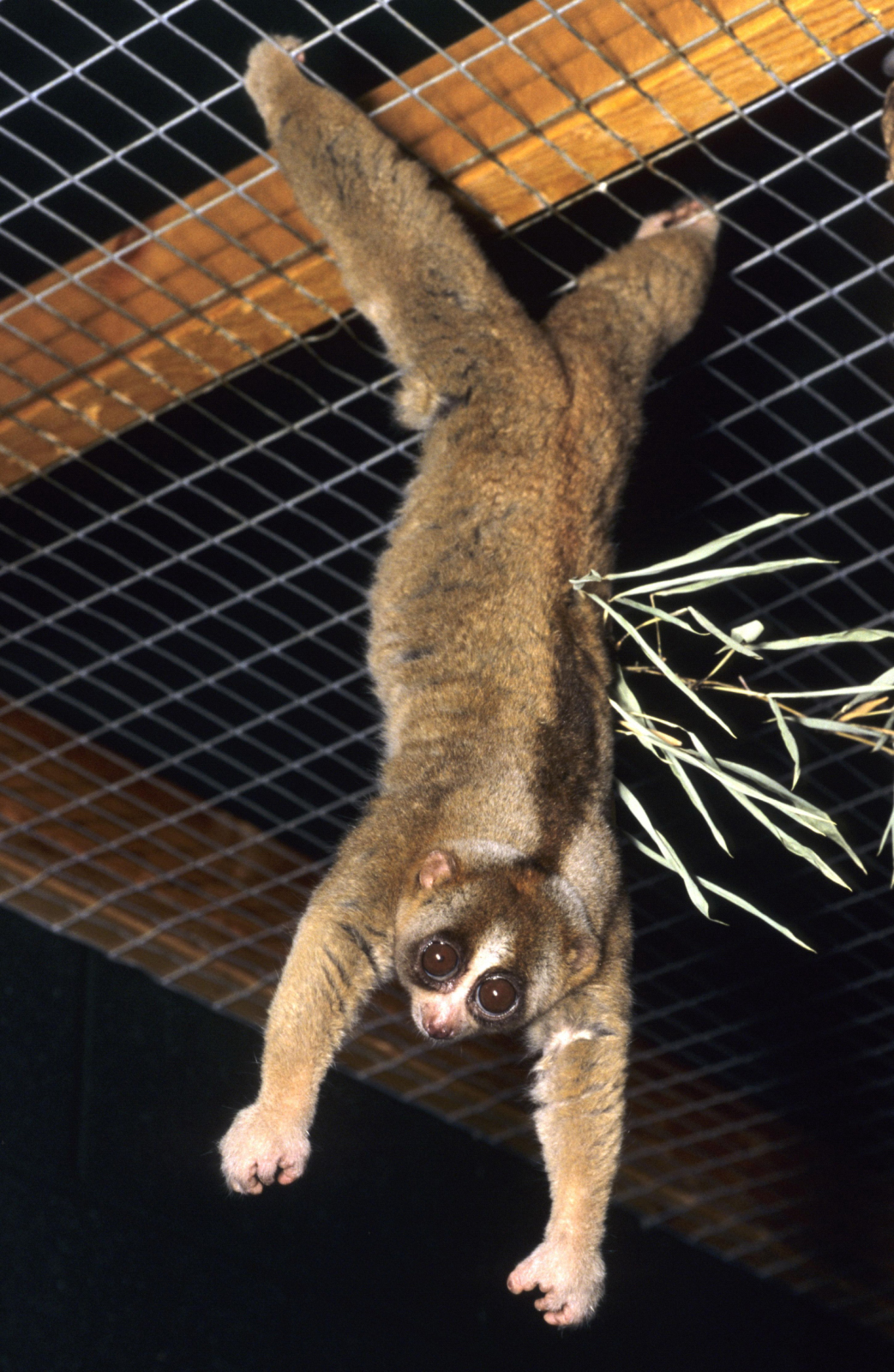
Los loris perezosos puede usar ambas manos para comer mientras se cuelgan de cabeza en ramas.

Los loris perezosos son omnívoros. Comen artrópodos —principalmente insectos—, pequeñas aves y reptiles, huevos, frutos, goma, néctar y varios tipos de plantas. Una publicación de 1984 indicó que la dieta de N. coucang consistía en un 71 % de frutas y goma, y un 29 % de insectos y otras presas. En 2003, un estudio más exhaustivo mostró diferentes proporciones dietarias: 43,3 % goma, 31,7 % néctar, 22,5 % fruta, y solamente 2,5 % artrópodos y otras presas. El elemento dietario más común fue el néctar de Eugeissona tristis. Nycticebus coucang consume presas que otros depredadores rehusarían por su desagradable sabor u olor. Los loris perezosos pasan el 20 % de la noche alimentándose. En cautiverio son alimentados con plátanos y otras frutas, arroz, alimento para perros, carne cruda de caballo, insectos, lagartijas, pollos recién muertos, ratones, hámsteres jóvenes y leche formulada, hecha mezclando comida instantánea de bebé con huevos y miel. Se puede suplementar su dieta con aceite de hígado de bacalao y harina de huesos.
En lo que respecta a N. pygmaeus, existe evidencia de que su dieta consiste principalmente en goma y néctar —especialmente el néctar de las flores de Saraca dives—, y que la caza de animales aporta entre el 30 % y 40 % de su alimentación. Sin embargo, un examen de las heces de N. pygmaeus realizado en 2002 mostró que estas estaban constituidas en un 98 % de restos de insectos y solo contenían un 2 % de restos de plantas. N. pygmaeus vuelve usualmente a las mismas fuentes de goma y deja visibles marcas de mordiscos en los troncos donde induce el flujo de exudado. Se ha documentado que los loris perezosos extraen exudado a alturas desde uno hasta doce metros. El sonido que producen al hendir reiteradamente la corteza con su peine dental es audible a más de diez metros de distancia. Las hendiduras que quedan tras alimentarse son evidencia usada por los investigadores sobre el terreno para determinar la presencia de loris perezosos en el área. En cautividad, N. pygmaeus también realiza las características incisiones en substratos de madera, como ramas.
No se sabe aún cómo se produjo la separación de los nichos alimentarios de las especies simpátricas N. pygmaeus y N. bengalensis. La goma, obtenida habitualmente de especies de la familia Fabaceae, es rica en carbohidratos y lípidos. Además sirve como fuente de alimento durante todo el año o cuando otros alimentos preferibles escasean. Los loris perezosos están provistos de varias adaptaciones anatómicas que les facilitan la consumición de exudado, entre las que se cuentan una lengua larga y estrecha que les ayuda a extraer el exudado presente en grietas y hendiduras, un largo ciego que facilita la digestión de carbohidratos complejos, y un duodeno corto, para acelerar el paso de los exudados venenosos que hubieran podido ingerir.

## En la cultura popular
El uso de los loris perezosos y de los loris en general en la medicina indígena se remonta a hace más de 300 años, o incluso antes, si se consideran las tradiciones orales. Según reportes de fines del siglo XIX y principios del XX, los habitantes del centro de la isla de Borneo creían que los loris perezosos eran los guardianes de las puertas del cielo y que cada persona tenía uno esperándola cuando muriese. Sin embargo, la creencia más difundida es que pueden curar más de cien enfermedades mediante diferentes prácticas. A menudo se los quema vivos por pensarse que así aumentarán sus poderes curativos. El siguiente pasaje, proveniente de un texto temprano sobre los primates, ilustra las supersticiones adjudicadas a los loris perezosos:

Los nativos de los países donde habita este animal le atribuyen muchos poderes extraños; raramente tiene lugar algún evento en la vida del hombre, mujer, niño o incluso en la de animales domésticos, que no sea causado, para bien o para mal, por los loris perezosos, vivos o muertos, o por cualquier parte de ellos, y por lo visto, normalmente uno no sabe cuándo está bajo los efectos de una fuerza sobrenatural. Así, un malayo podría cometer un crimen sin premeditarlo, y luego darse cuenta de que un enemigo había enterrado cierta parte de un lori bajo su umbral, la cual, sin saberlo, lo había forzado a actuar contra su voluntad, [...] [los loris perezosos] no tienen una vida feliz, porque ven fantasmas continuamente; es por eso que se ocultan la cara con las manos. —Traducción literal—

En la provincia de Mondol Kirí en Camboya, los cazadores creen que los loris poseen poderes curativos, ya que se requiere más de un golpe para matarlos. Además creen que si se cae de una rama y se rompe un hueso, este sanará automáticamente y el animal volverá a trepar el árbol. En la provincia de Sumatra Septentrional se dice que da buena suerte enterrar loris perezosos bajo los cimientos de una casa. En la misma provincia se usan partes de loris para lanzar maldiciones a los enemigos. En Java se pensaba que sumergir un trozo del cráneo en una jarra con agua volvería a un esposo dócil y sumiso, tal como los loris perezosos durante el día. En 2010 se documentó la creencia de que su carne es un afrodisíaco que ayuda a aumentar la virilidad. La vesícula biliar se ha utilizado históricamente en los pueblos en las provincias de Pursat y Koh Kong de Camboya para hacer la tinta usada para confeccionar los tatuajes de los ancianos. En el mismo país se usa el «vino» de lori perezoso —mezcla hecha con el cuerpo del animal y vino de arroz— para aliviar los dolores durante el parto.

## Conservación

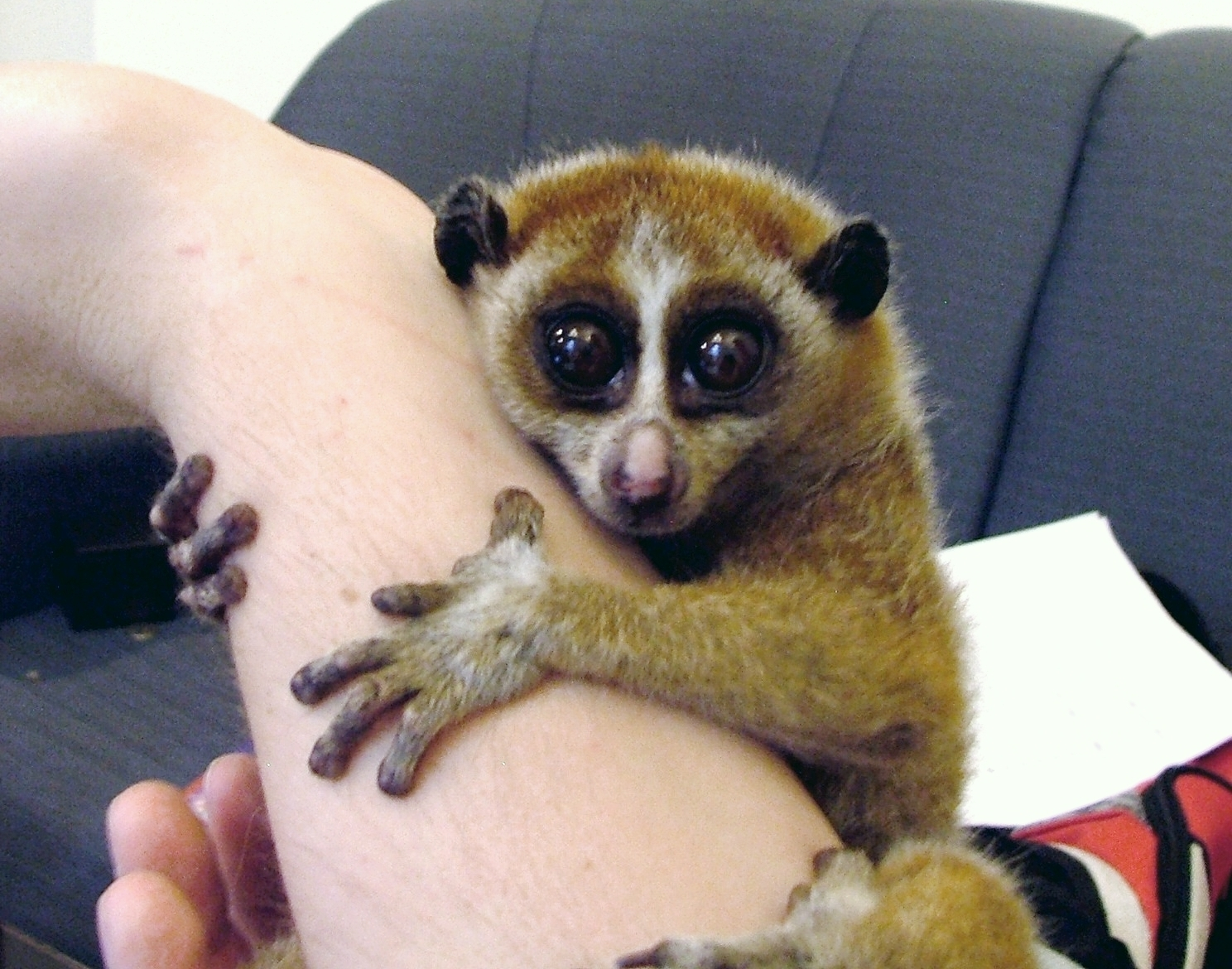
Los loris perezosos son populares como mascotas exóticas, lo cual está afectando a su población.

Las mayores amenazas hacia el género son la deforestación y el comercio ilegal. Los loris perezosos han perdido una cantidad significante de su hábitat, cuya consiguiente fragmentación ha aislado a las pequeñas poblaciones restantes e impide su dispersión. Sin embargo, el declive del género está más relacionado con el comercio insostenible, tanto como mascotas exóticas como para su utilización en la medicina tradicional. La Unión Internacional para la Conservación de la Naturaleza y los Recursos Naturales (UICN) ha clasificado a todas las especies como vulnerables o en peligro de extinción; cuando las cinco especies se consideraban una sola, esta se creía común, principalmente por la información imprecisa sobre su población y por su abundancia en los mercados de animales en el sudeste asiático. Esto llevó a que, hasta 2000, fuese considerada una especie bajo preocupación menor según la UICN. Desde 2007, el comercio internacional de loris perezosos está prohibido bajo el Apéndice I de CITES. Además, los países donde el comercio local tiene lugar han creado leyes para protegerlos.
Pese a las medidas de protección, los loris perezosos siguen estando amenazados por el comercio local e internacional, sobre todo debido a la falta de medios para hacer cumplir las leyes que regulan estas actividades. Se necesitan estudios para determinar la densidad de la población actual y la viabilidad del hábitat de las cinco especies. La conexión entre áreas protegidas es importante, ya que los loris perezosos no están adaptados para desplazarse grandes distancias por el suelo.
La cría de N. bengalensis y N. coucang en zoológicos no ha tenido los resultados deseados. De los 29 especímenes existentes en cautividad en zoológicos estadounidenses en 2008, varios eran híbridos que no podían reproducirse, y del resto la mayoría ya habían pasado sus años fértiles. El último nacimiento en cautiverio de estas especies ocurrió en 2001, en el zoológico de San Diego. Por otro lado, N. pygmaeus ha tenido un mayor éxito reproductivo en cautividad; desde fines de la década de 1980, cuando fueron importados, hasta 2008, su población ha crecido a 74 ejemplares, de los cuales la mayoría nació en San Diego.

### Comercio ilegal

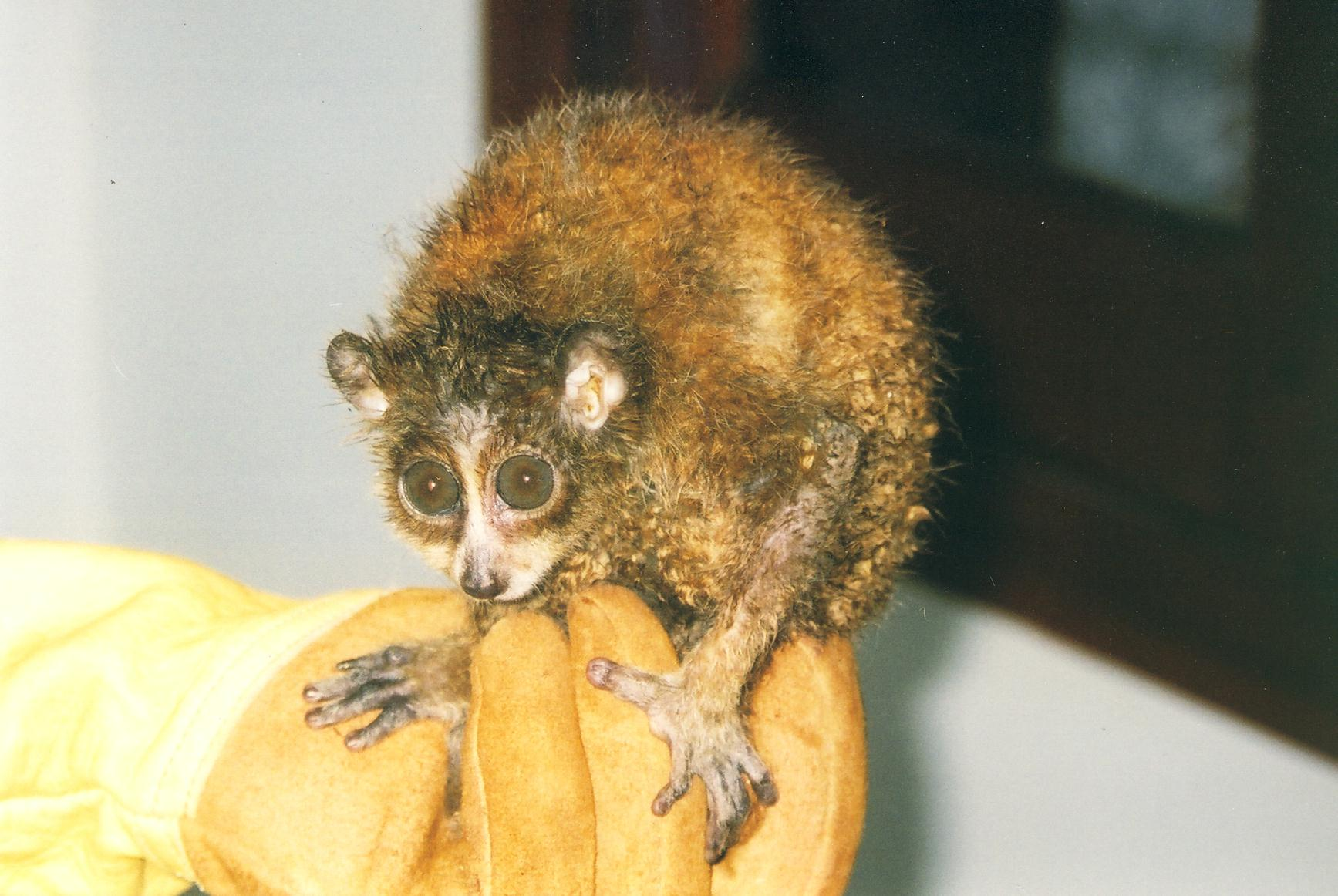
N. pygmaeus gravemente enfermo.

Mientras que la caza de mamíferos ha sido una práctica corriente en Asia durante miles de años, desde la década del sesenta los loris perezosos han sufrido una sobreexplotación, debida al incremento de la demanda, escaso abasto, y al aumento de su valor en los mercados de animales, por lo que su población está disminuyendo. Con el uso de tecnología moderna, como simples linternas a pilas, resulta más fácil localizar y capturar a los loris perezosos a causa de sus ojos reflectivos. Se cree que la medicina tradicional que utiliza partes de loris perezosos puede curar muchas enfermedades, y la demanda de este tipo de medicinas en los sectores urbanos acomodados ha reemplazado a la caza de subsistencia realizada en los sectores rurales más pobres. La doctora Anna Nekaris y sus colaboradores demostraron en 2010 que este tipo de creencias contaban con tal arraigo que la mayoría de los entrevistados se mostraban reticentes a considerar otro tipo de medicinas.
Los loris perezosos se venden localmente en mercados callejeros, pero también internacionalmente vía Internet y en tiendas de mascotas. Son especialmente populares en Japón, particularmente entre las mujeres. Según la Japan Wildlife Conservation Society, su popularidad se debe a que «son fáciles de mantener, no lloran, son pequeños y simplemente muy dulces». Debido a su «dulzura», los videos de los loris perezosos mascota están entre los videos virales de animales más vistos de Youtube. En marzo de 2011, un video de un lori perezoso sosteniendo una sombrilla de cóctel recibió más de dos millones de visitas al poco tiempo de su subida y otro video más antiguo de un lori perezoso recibiendo cosquillas fue visto más de seis millones de veces. Según la doctora Nekaris, la mayoría de la gente que ve estos videos los malinterpreta, ya que no comprende que en la mayoría de los países es ilegal la posesión a este animal como mascota y que solo aparentan docilidad en los videos por su método pasivo de defensa ante situaciones amenazantes; afirmó además que el cuidado de los loris perezosos es difícil incluso en las mejores instalaciones y que casi todos los vendedores que dicen criar a estos animales en cautiverio mienten. A pesar de la gran cantidad de publicidad por parte de las tiendas de mascotas en Japón, el Centro de Monitoreo de la Conservación del Ambiente reportó que en 2006 solo se importaron unas pocas docenas de loris perezosos, lo que sugiere que el contrabando es frecuente. También se introducen por contrabando en China, Taiwán, Europa, Rusia, Estados Unidos y Arabia Saudí.
Los loris perezosos son muy populares como mascotas sobre todo en sus países de origen, particularmente en Indonesia, donde los niños los perciben como «juguetes vivientes» o los turistas y expatriados los compran por compasión. Generalmente los compradores locales e internacionales no tienen conocimientos sobre estos primates y su estado de conservación, o ignoran el hecho de que su compra y venta es ilegal. Además, pocos saben de su fuerte olor o de su mordida venenosa. Según datos conseguidos gracias a encuestas mensuales y a entrevistas con vendedores locales, cerca de mil loris perezosos han cambiado de propietario en el mercado de aves de Medan en Sumatra Septentrional a fines de la primera década del siglo XXI.

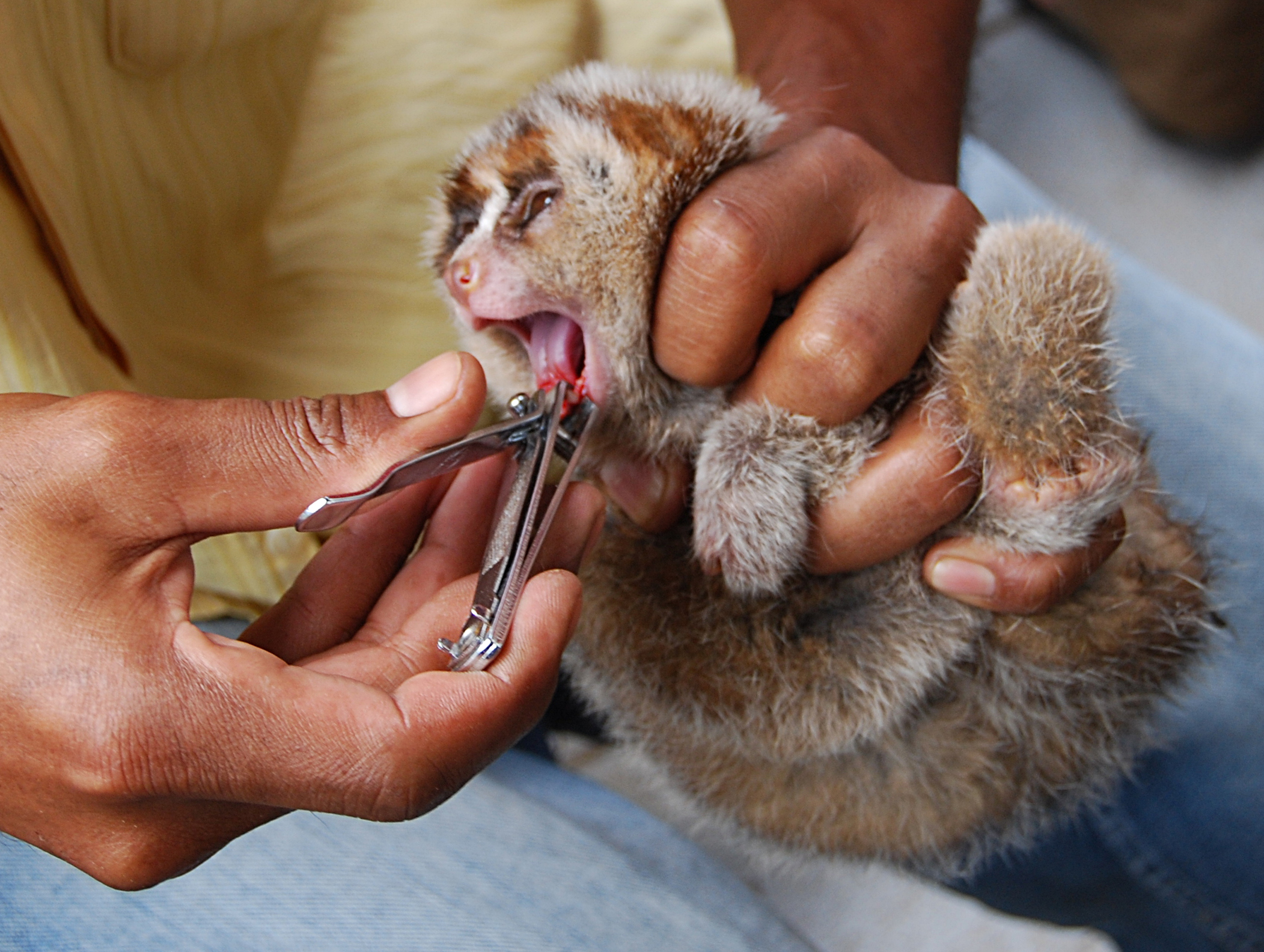
Los dientes de un lori perezoso son extraídos sin anestesia antes de ser vendido como mascota.

Como resultado del comercio internacional, la población de loris perezosos decrece rápidamente; de hecho entre 30 % y 90 % de ellos mueren durante su traslado a otros países y experimentan muchos problemas de salud, tanto en el comercio local como en el internacional. Los traficantes de animales les suelen extraer los dientes con pinzas, cortaalambres o incluso con cortauñas, para hacer creer a los clientes que estos primates son apropiados para niños, que es un bebé, o simplemente como protección contra su mordida. Esta práctica provoca un desangramiento severo, que puede causarles un choque hipovolémico o la muerte. La infección dental es común y mortal en el 90 % de los casos. Sin los dientes, los loris perezosos no son capaces de defenderse por sí mismos en estado salvaje, y deben permanecer en cautiverio de por vida.
Los individuos rescatados de los mercados de animales normalmente presentan desnutrición y bajo peso, y su especie es difícilmente identificable por los centros de rescate, a causa de la costumbre de quitarles el pelaje. El 95 % de los loris perezosos rescatados muere por infección dental o falta de cuidados. Además, las crías son separadas prematuramente de sus padres, antes de ser capaces de limpiar por sí mismas la orina, secreciones cutáneas y heces de su pelaje. Los loris perezosos poseen una red especial de vasos sanguíneos en sus manos y pies que los hace vulnerables en caso de cortes al sacarlos de las cajas donde se los guarda. También son susceptibles a padecer estrés y no responden bien al cautiverio. Algunos problemas de salud observados en estos primates incluyen malnutrición, caries, diabetes, obesidad y fallos renales. Las infecciones, el estrés, la neumonía y la malnutrición son las principales causas de mortalidad de los loris perezosos mascota, y los dueños normalmente no les proporcionan los cuidados necesarios al estar durmiendo durante el periodo de mayor actividad de estos animales nocturnos.

## Nota
1. ↑  'Nuktos, nyx y kêbos son las romanizaciones de νυκτός, νύξ y κῆβος, respectivamente.